# Гомомонумент
Гомомонумент (нидерл. Homomonument) — мемориал в историческом центре Амстердама, сооруженный в память обо всех геях и лесбиянках, которые подверглись угнетению и преследованию из-за своей сексуальной ориентации. Монумент был создан, чтобы поддержать и вдохновить гомосексуальных мужчин и женщин в их борьбе против дискриминации и репрессий. Памятник, построенный по проекту нидерландской художницы Карин Даан, был торжественно открыт 5 сентября 1987 года на площади Вестермаркт (нидерл. Westermarkt).

## Символика
Гомомонумент представляет собой абстрактную композицию из трёх треугольников розового гранита. Этот символ имеет исторические корни — розовый треугольник служил меткой узников-гомосексуалов в нацистских концлагерях. Причём, в отличие от аналогичных знаков других категорий заключенных, он был бо́льшим по размеру, чем остальные — чтобы всем издалека была видна принадлежность человека к одной из самых презираемых и угнетаемых групп. Смертность гомосексуалов в концлагерях превышала 60 %, для сравнения смертность у политических заключённых была 41 %. По разным оценкам в ходе нацистской политики истребления погибло до 50 тысяч геев. Впоследствии розовый треугольник стал символом эмансипации ЛГБТ-сообщества и его борьбы за свои права.
Однако Гомомонумент призван увековечить не только память гомосексуальных жертв Второй мировой войны. Речь идёт обо всех геях и лесбиянках, которые когда-либо подвергались или до сих пор подвергаются гонениям, которые когда-то уничтожались или до сих пор уничтожаются (на сегодняшний день в восьми государствах мира гомосексуальность карается смертной казнью). Мемориал создан также для того, чтобы почтить память мужчин и женщин, которые боролись и борются за свободу и права человека людей с сексуальной ориентацией, отличной от считающейся в обществе традиционной и единственно нормальной. Он является материальным воплощением идеи о том, что необходимо постоянно предостерегать людей, чтобы история не повторилась. Памятник также служит цели заметности и открытости ЛГБТ-сообщества.
Автор монумента художница Карин Даан так описывает символическую составляющую:

Я считаю важным, что памятник как бы вписан в место, подобно вышивке, и сверху хорошо видно, как треугольник переплетается с городским и социальным пространством, например, таксистами в середине памятника, которые вряд ли осознают это. Я считаю основным посылом гей-памятника: мы гордые и сильные как гранит, памятник объединяет нас прямо сейчас, но мы также связаны с городом и обществом во всем времени и пространстве.
Оригинальный текст (нид.)Het mooiste vind ik dat het monument zich als het ware inweeft in de plek, als een borduursel, dat het alleen van bovenaf als totaliteit is te zien en dat de driehoek verweeft met de stedelijke en maatschappelijke ruimte, dat bijvoorbeeld de taxichauffeurs midden in het monument staan en zich daar nauwelijks van bewust zijn. Dat vind ik de mooiste component van het homomonument: we zijn er, trots en sterk als graniet, het monument bindt ons aan elkaar hier en nu, maar we zijn evenzeer verweven met de stad en de maatschappij in een grotere tijd en ruimte.

## История создания
Возведение Гомомонумента. 1987 год
Идея увековечивания памяти гомосексуальных жертв Второй мировой войны появилась в самом начале организованного нидерландского гей-движения. Так, ещё в 1961 году активист Джеф Ласт (нидерл. Jef Last) предложил создать «памятник неизвестному гею», отмечая что «никто не знает, сколько их (репрессированных геев) было, нет статистических данных, свидетельствующих о том, сколько из них в этих лагерях были казнены, умерли от голода или как-то иначе». Однако эта идея не получила практического развития вплоть до 1970-х годов, когда видимость и открытость до тех пор маргинализированного и стигматизированного гей-сообщества стали важными политическими целями многих правозащитных гей-организаций.
В 1970 году (до полной декриминализации гомосексуальности в Нидерландах оставался один год) группа активистов гей-движения была арестована за попытку возложить венок к Национальному монументу жертвам Второй мировой войны на Площади Дам в центре Амстердама. Цветы были сняты с мемориала полицией и объявлены оскорбляющими память погибших. Это происшествие вызвало возмущение ЛГБТ-сообщества и послужило толчком к развитию борьбы за признание жертв репрессий. На протяжении 1970-х годов гей-активисты с переменным успехом ежегодно пытались возложить цветы, настаивая на том, что геи и лесбиянки являются одной из групп, пострадавших во время гитлеровских «социальных чисток».
Весной 1979 года, в период бурного развития гей-эмансипации, инициатива сооружения памятника гомосексуальным людям, подвергавшимся преследованиям и дискриминации, вышла на качественно новый этап — был основан фонд «Homomonument Foundation», главной целью которого стала реализация проекта мемориала. Одним из основателей фонда выступил Боб ван Схейндел (нидерл. Bob van Schijndel) из гей-организации «PSP». Указывая на то, что в 1978 году в Амстердаме был открыт памятник цыганам-жертвам нацистского геноцида, ван Схейндел выступил с предложением возвести мемориал гомосексуалам, подвергавшимся в прошлом и подвергающимся ныне преследованиям и репрессиям. В состав учредителей фонда также вошли представители Партии труда, Народной и Христианско-демократической партий Нидерландов.
В 1980 году был объявлен конкурс на лучший проект Гомомонумента и было сформировано жюри, состоящее из экспертов в области искусства, архитектуры и дизайна. На конкурс различными художниками и скульпторами было представлено 137 проектов. В 1981 году жюри выбрало проект памятника, предложенный амстердамским дизайнером Карин Даан. В конечном итоге, правительство Амстердама выделило место под сооружение памятника, однако сбор нужной суммы на строительные работы занял 8 лет. Свои пожертвования внесли многие организации и частные лица, отдельные взносы поступили от Нидерландского парламента и правительства Рууда Любберса, властей города Амстердам и провинции Северная Голландия.
Идея создания памятника подвергалась резкой критике со стороны ряда политических и общественных деятелей, которые либо не признавали самого факта репрессий, считая преследование гомосексуалов законным, либо аргументировали свою позицию тем, что создание памятника отдельной небольшой группе нерационально. Бывший министр иностранных дел от католической партии Йозеф Лунс сравнил гомосексуалов с клептоманами, в возражение ему сторонники возведения отмечали, что сооружение памятника может и не имело бы смысла, если бы в обществе не было людей, которые причиняют страдания геям и лесбиянкам, осложняя им жизнь. Также сам проект Даан вызвал нарекание со стороны некоторых гей-активистов, которые хотели чтобы памятник имел более монументальный дизайн.
Первый камень был заложен 28 апреля 1987 года на площади Вестермаркт. Торжественная церемония открытия Гомомонумента состоялась 5 сентября 1987 года. Он стал первым полноценным памятником такого рода в мире. В том числе благодаря этому событию Нидерланды приобрели славу наиболее толерантного западного государства, а сам факт возведения монумента означал не только признание несправедливости прошлого, но и был на тот момент истории важным шагом в борьбе с гомофобией в Европе.

## Строение
Гомомонумент возведён на площади Вестермаркт на берегу канала Кейзерсграхт, возле исторической церкви Вестеркерк. Мемориал представляет собой композицию из трех равносторонних треугольников розового гранита с ребром 10 метров, которые соединены между собой тонкими линиями из аналогичного материала. Таким образом в совокупности образуется один большой правильный треугольник со стороной 36 метров. Карин Даан спроектировала памятник так, чтобы сделать его настолько внушительным и монументальным, насколько это возможно без нарушения окружающей среды, максимально вписав его в исторический городской ландшафт.
Гомомонумент физически воплощает три идеи и три времени: память о прошлом, противостояние дискриминации и репрессиям в настоящем и напутствие на будущее.

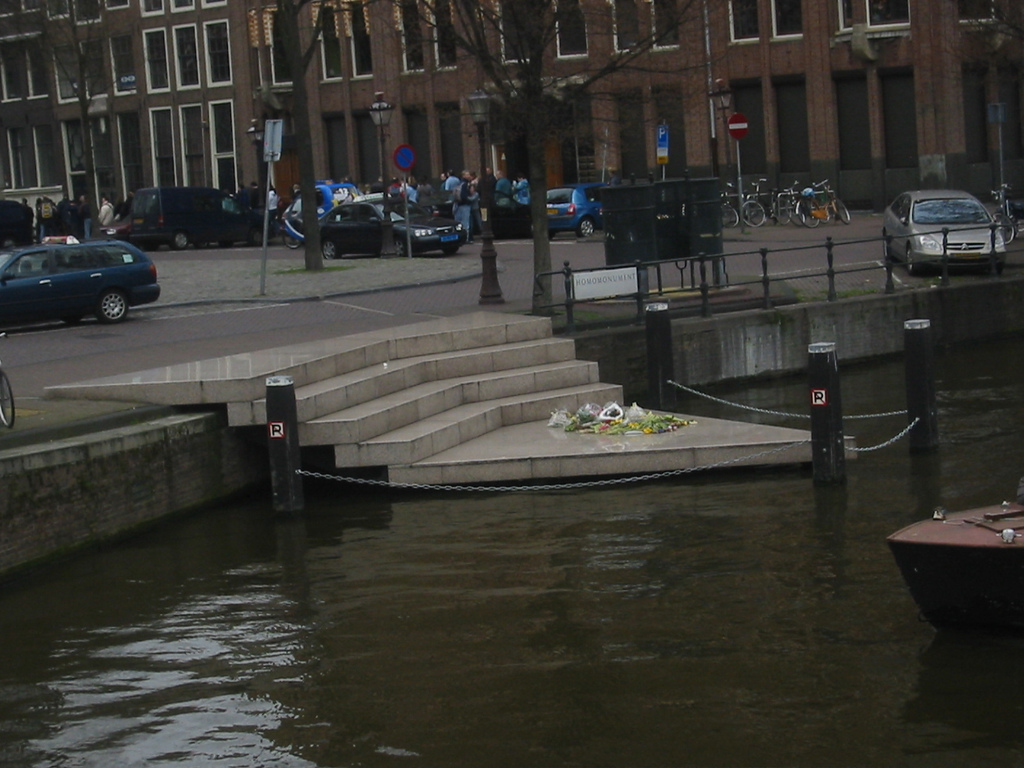
Треугольник «настоящего».
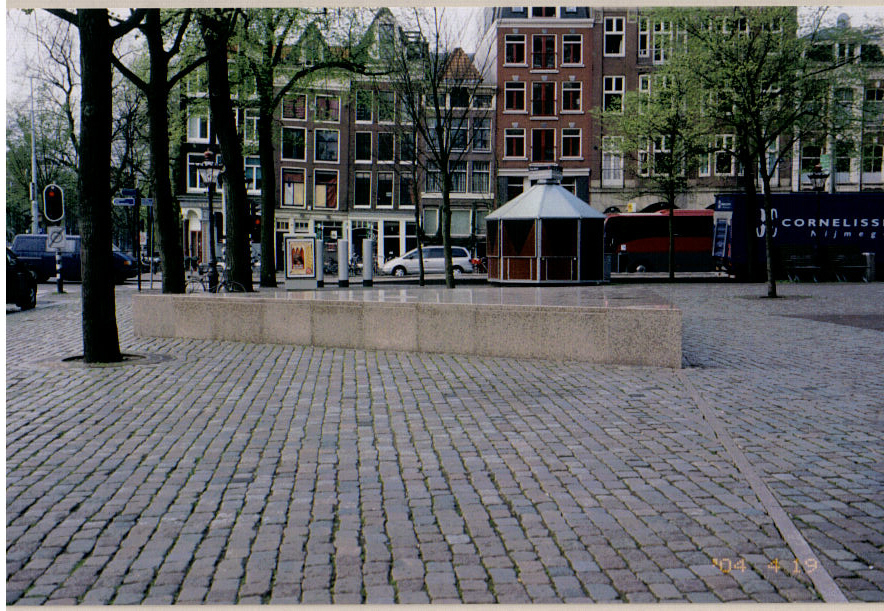
Треугольник «будущего».
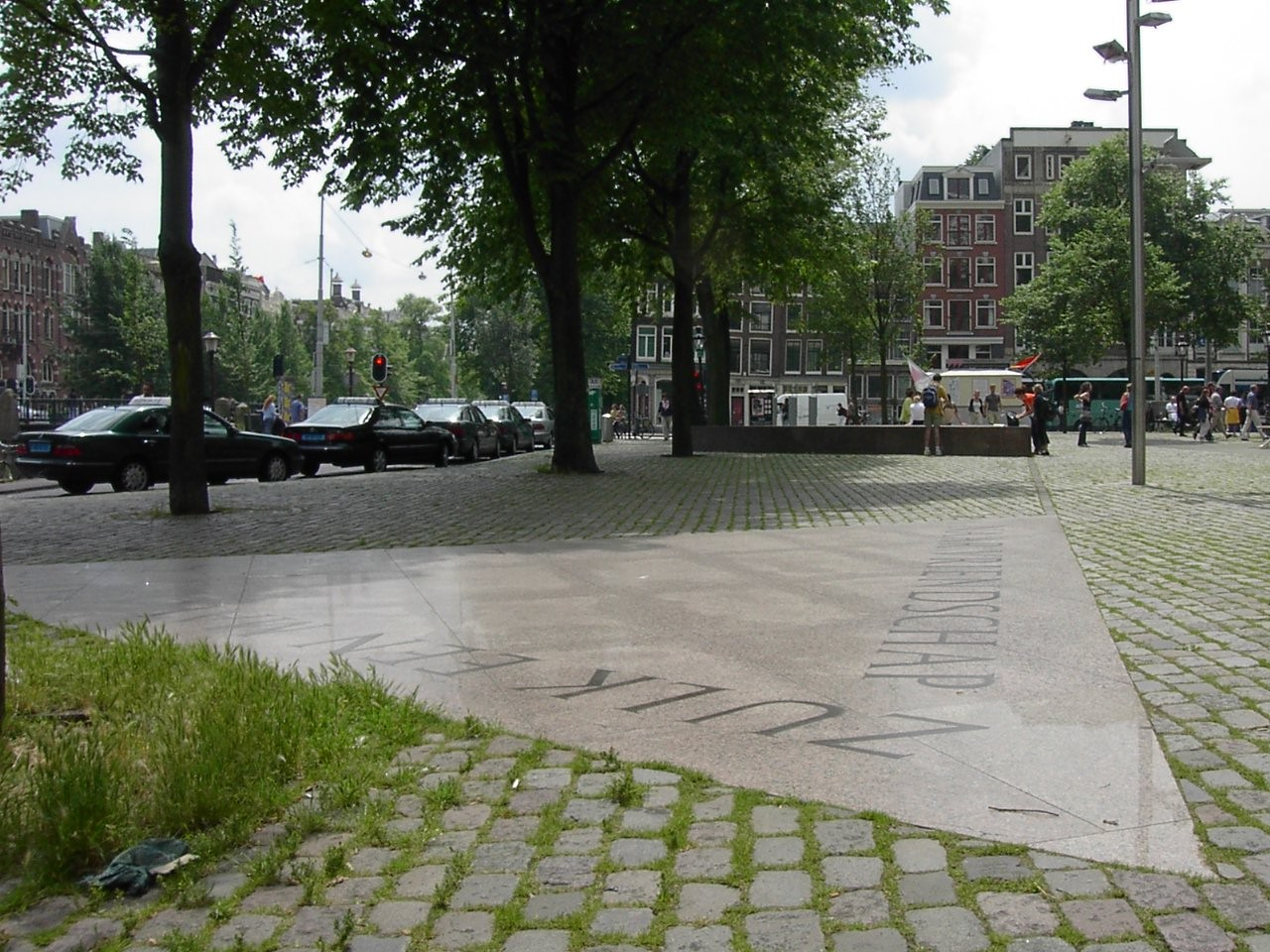
Треугольник «прошлого».

Первый треугольник находится на набережной канала Кейзерсграхт. Постепенно сужающиеся изломанные в центре четыре ступеньки ведут вниз от мостовой к покоящейся на воде платформе. Вершина треугольника, выступающая в канал, указывает на площадь Дам, где располагается Национальный монумент жертвам Второй мировой войны. Четыре понтона оберегают памятник от возможного повреждения проплывающими мимо кораблями. Этот треугольник символизирует время настоящее. Здесь часто можно увидеть людей, сидящих на ступенях, а на площадке, покоящейся у воды, регулярно возлагаются цветы и зажигаются свечи.

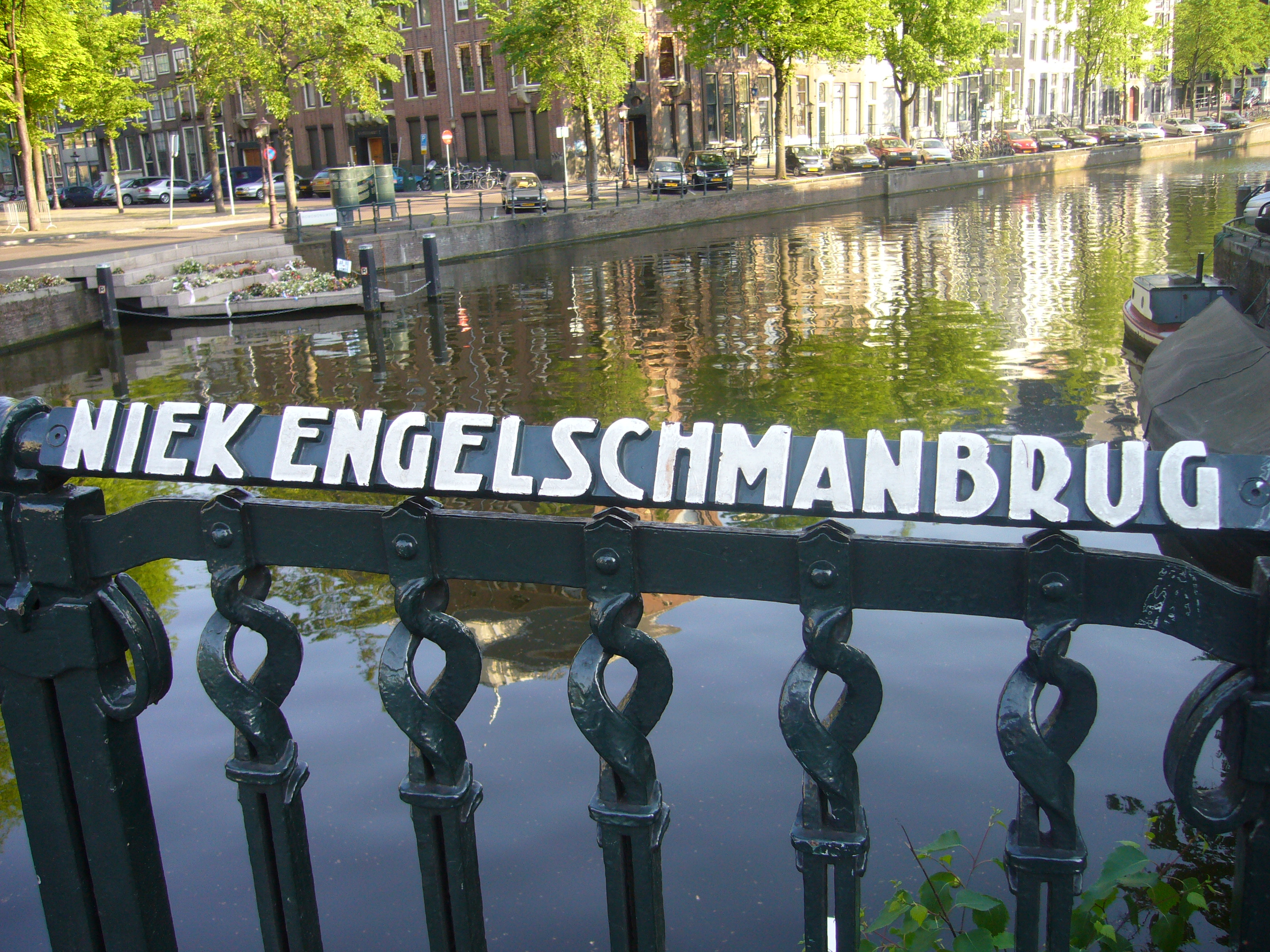
Перила моста Ниека Энгелсхмана

Второй треугольник выполнен в виде подиума, возвышающегося на 60 сантиметров над поверхностью площади. Он символизирует будущее время. Вершина, обращенная наружу, указывает на штаб-квартиру ЛГБТ-организации «COC» на улице Розенстрат 14. Аббревиатура «COC» первоначально расшифровывалась как «Cultuur en Ontspannings-Centrum» (с нидерл. — «Центр культуры и отдыха») и была задумана как нейтрально звучащее прикрытие для реально работавшей ЛГБТ-организации. Основанная в 1946 году, она является старейшей гей-организацией в мире. Рядом с треугольником располагается информационный киоск «Pink Point» (с англ. — «Розовый Пункт»), где можно приобрести литературу, сувениры, касающиеся гей-жизни Нидерландов. Сам подиум часто используется в качестве сцены для различных мероприятий.
Третий треугольник расположен вровень с брусчаткой площади. Он символизирует прошедшее время. По периметру плиты выгравирована строчка из стихотворения «Молодому рыбаку» нидерландского еврейского поэта, который предположительно был гомосексуалом, Якоба Исраэля де Хаана: «Такая безграничная тяга к дружбе» (нидерл. «Naar Vriendschap Zulk een Mateloos Verlangen»), что по замыслу Карин Даан описывает основную движущую силу в отношениях между людьми. Вершина, внешняя по отношению к большому треугольнику, указывает на дом Анны Франк, еврейской девочки, чьи дневники времен немецкой оккупации Нидерландов объединили в истории судьбы одного ребёнка миллионы человеческих трагедий, связанных с нацистским геноцидом.
Три ориентира памятника на городские исторические места призваны дополнительно подчеркнуть тот фон, в котором существует сам мемориал и его символика. Табличка, размещенная на ограде канала с обеих сторон (так чтобы было видно и с суши, и с воды) содержит надпись на трех языках (нидерландском, английском и французском):

Гомомонумент
В память обо всех женщинах и мужчинах, когда-либо угнетаемых и преследуемых из-за их гомосексуальности.
В поддержку международного движения геев и лесбиянок в его борьбе против презрения, дискриминации и притеснения. В знак того что мы не одни.
В напоминание о постоянной бдительности.
Прошлое, настоящее и будущее представлены этими тремя треугольниками на этой площади, спроектированными Карин Даан, 1987.
Оригинальный текст (англ.)Homomonument Commemorates all women and men ever oppressed and persecuted because of their homosexuality. Supports the International Lesbian and Gay Movement in their struggle against contempt, discrimination and oppression. Demonstrates that we are not alone. Calls for permanent vigilance. Past, present and future are represented by the 3 triangles on this square. Designed by Karin Daan, 1987.

В 1991 году расположенный к северу от Гомомонумента мост через канал Кейзерсграхт был переименован в честь антифашиста, борца Сопротивления, гей-активиста, многолетнего лидера ЛГБТ-организации «COC» Ниека Энгелсхмана (нидерл. Niek Engelschman).

## Гомомонумент сегодня

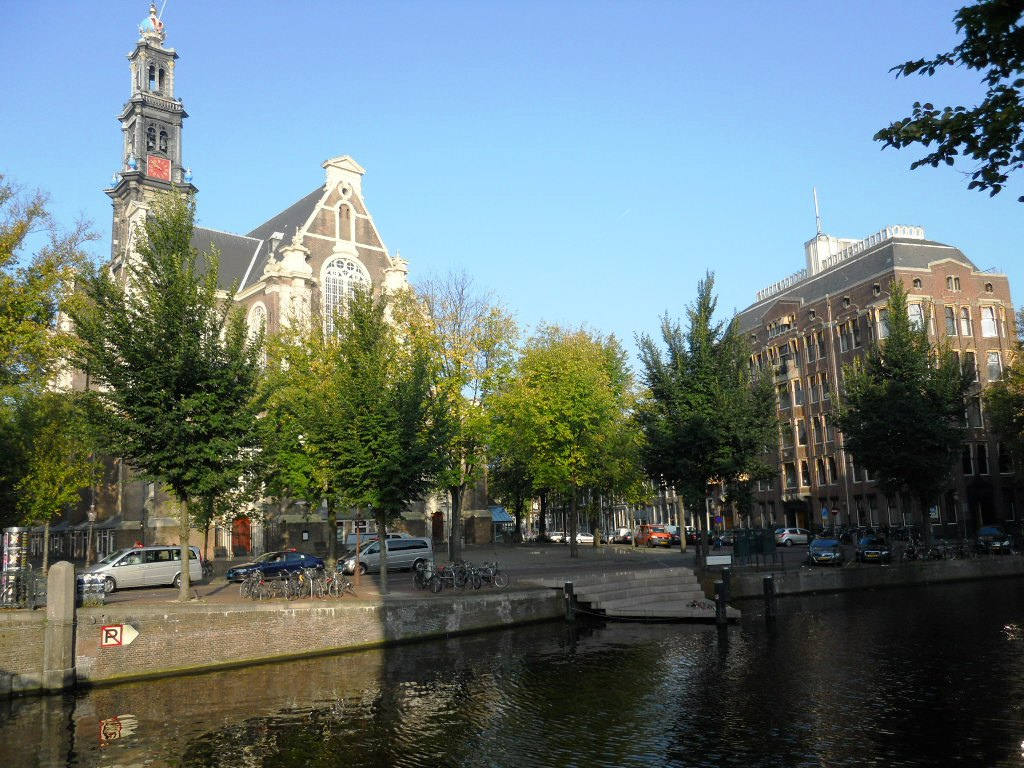
Вид с моста Ника Инглишмена через канал Кейзерсграхт.

Каждый год 4 мая в Национальный день памяти погибших во Второй мировой войне у Гомомонумента проходит официальная церемония поминовения геев и лесбиянок, ставшими жертвами нацистских репрессий, а также всех тех, кто подвергался преследованиям до сегодняшнего дня из-за своей гомосексуальности. На мероприятии, собирающем сотни людей, присутствуют различные официальные лица, представители политических партий, общественных организаций, которые выступают с речами. Церемония начинается в 8 часов вечера и включает в себя возложение цветов, приспускание нидерландского флага, традиционные две минуты молчания, которые сменяются национальным гимном «Хет Вилхелмюс». Раньше использование официальной атрибутики было запрещено, однако позднее позиция была изменена.
В День рождения королевы 30 апреля и День освобождения 5 мая на площади Вестермаркт проводятся красочные фестивали Розового треугольника, которые включают в себя танцы, концерты, выступления артистов, в том числе травести, и так далее. Эти празднества, по замыслу организаторов, должны свидетельствовать о связи между прошлым и настоящим, быть гарантией того, что история не будет забыта и не потеряет актуальность.
Гомомонумент, как первый такого рода памятник, получил всемирную известность и является популярной туристической достопримечательностью Амстердама. Люди со всего мира приезжают к нему, чтобы возложить цветы и сфотографироваться.
Гомомонумент прошёл реставрацию в 2003 году. 24 октября 2006 года мэр Амстердама Йоб Кохен и председатель ЛГБТ-организации «COC» Франк ван Дален торжественно открыли в гаагском парке миниатюр Мадюродам модель Гомомонумента.
На сегодняшний день площадь Вестермаркт стала одним из центров жизни нидерландского ЛГБТ-сообщества. Здесь часто проводятся различные мероприятия: митинги, фотовыставки, флешмобы, открытые лектории, свадьбы, празднования и так далее. Фонд «Homomonument Foundation» занимается координацией и обеспечением этих мероприятий.